# ETERNAL WARRIOR
『ETERNAL WARRIOR』（エターナル・ウォリアー）は、2004年にANTHEMがリリースしたアルバムである。

## 内容
『ONSLAUGHT』は、6月9日に先行シングルとして発表された。
CONCERTO MOON（当時）の小池敏之(KEY)が「LIFE GOES ON」「MIND SLIDE」でゲスト参加している。

## 収録曲
特記以外作詞・作曲：柴田直人
1. ONSLAUGHT
2. ETERNAL WARRIOR
3. SOUL CRY
4. LIFE GOES ON
5. LET THE NEW DAY COME
6. DISTRESS
作詞・作曲：清水昭男
7. BLEEDING
8. OMEGA MAN（Instrumental）
作曲：清水昭男
9. EASY MOTHER
10. MIND SLIDE

## 参加メンバー
- 柴田直人：ベース、作詞、作曲
- 坂本英三：ボーカル、作詞
- 清水昭男：ギター、作曲
- 本間大嗣：ドラム